# Франсоа Шаму
Франсоа Шаму (на френски: François Chamoux) e френски елинист и археолог, член на Академия за надписи и художествена проза.

## Биография
Франсоа Шаму е роден на 4 април 1915 г. в Мирекур. Учи в лицеи Шартър и Мец, в Лицея Анри IV (Париж), от 1934 г. във Висше еталонно училище, изучава класически езици в Академия за надписи и художествена проза през 1938 г.
Участва във Втората световна война (където получава Сребърен военен кръст) и през 1941 г. е тежко ранен. Между 1943 и 1948 г. е учител във Френското училище в Атина. Впоследствие работи като асистент в университета в Лил и Сорбоната, а после и учител в парижка гимназия. През 1952 г. получава докторска степен в Сорбоната за дипломната си работа, посветена на Кирена при Батиадите и „Делфийският колесничар“, а след това е професор в Нанс, от 1960 до 1983 г. професор по гръцка литература и цивилизация в Сорбоната.
Написва монографии за гръцката култура и история на изкуството, както и биография на Марк Антоний. Шаму е едновременно отличен познавач на гръцкото изкуство и на гръцката поезия (особено на епиграмите). Ценител на творчеството на Омир – редовно присъства на симпозиумите в Хиос.
Участва в множество разкопки в Гърция (някои по времето на пребиването му във френското училище в Атина през 40-те години на XX век), наред с други в Делфи, Тасос и колониите на Кирена в Либия.
От 1981 г. е член на Академия за надписи и художествена проза, а от 1974 до 1987 г. е редактор на Revue des Études grecques.
Франсоа Шаму умира на 21 октомври 2007 г. в Париж.